# Fereidoun Biglari
Fereidoun Biglari, né en mars 1970 à Qasr-e Chirin dans la province de Kermanshah en Iran, est un préhistorien et archéologue iranien.

## Biographie
Fereidoun Biglari est cofondateur et directeur du département Paléolithique du musée national d'Iran, créé en 2001. Il est membre du conseil de recherche du Centre iranien pour la recherche archéologique (ICAR). Il est également rédacteur en chef du Journal of Iranian Archaeology  depuis sa création en 2010. Ce journal est une revue savante sur l'Iran ancien et les régions voisines. Depuis 1993, il dirige des projets archéologiques de terrain dans différentes régions d'Iran. Son domaine de recherche couvre le Paléolithique inférieur de l'Iran et de l'Asie occidentale et le Paléolithique moyen de l'Iran en général et la région du Zagros en particulier (Iran et Irak).
Il est codirecteur d'un projet archéologique commun en collaboration avec le laboratoire "PACEA" Institut de préhistoire et de géologie du Quaternaire (CNRS-Université de Bordeaux), Bordeaux, France dans les régions du Zagros central et Ispahan. Il a obtenu une bourse de doctorat en 2007, et est actuellement candidat au doctorat à l'université Bordeaux-I. Il a créé le musée du paléolithique du Zagros à Kermanchah en collaboration avec Kermanchah le bureau provincial de l'Organisation du patrimoine culturel iranien en 2008. Le musée est le premier musée établi en Iran qui soit consacré à la période paléolithique de l'Iran.
Il a été continuellement impliqué dans la recherche, les enquêtes et les fouilles des sites du paléolithique en Iran qui ont abouti à de nombreuses découvertes à la fois dans le Zagros et sur le plateau central iranien. Son projet le plus récent était le Darian Dam Archaeological Salvage Program, planifié par le Centre iranien pour la recherche archéologique avant l'inondation du réservoir du barrage de Darian dans la région Hawrāmān de Kurdistan et Kermanchah, en Iran. Sous sa direction, quatre équipes ont fouillé 16 sites archéologiques, dont quatre datent des périodes Paléolithique moyen, Paléolithique supérieur et Épipaléolithique.
Il est actif dans la présentation de l'archéologie du paléolithique au public par le biais de différents médias tels que les journaux, les magazines, Instagram et TV Telecast.

## Publications

### Livres
- Otte,M., F. Biglari, et J. Jaubert (eds),2009, Iran Palaeolithic, Proceedings of the XV World Congress UISPP, Lisbonne, vol. 28, BAR International Series 1968.
- Biglari, Fereidoun, Sonia Shidrang, et Marjan Mashkour (eds), n.d, The Pleistocene Archaeology of Iran, Iraq and the Caucasus,  .
- Biglari, Fereidoun and Kamyar Abdi (eds), 2014, Evidence for Two Hundred Thousand Years of Human-Animal Bond in the Land of Iran, edited by Published in conjunction with the exhibition “Evidence for Two Hundred Thousand Years of Human-Animal Bond in the Land of Iran”, musée national d'Iran, août–septembre, Téhéran
- Biglari, Fereidoun, Jebrael Nokandeh, Abdolmajid Naderi Beni et Ali Hozhabri (eds), 2020, Human and the Sea: A Review of Thousands of Years of Relationship between Humans and the Sea in Iran, musée national d'Iran et Ports and Maritime Organization of Iran, Téhéran

### Articles sélectionnés
- Trinkaus, E et F. Biglari,2006, Middle Paleolithic Human Remains from Bisitun Cave, Iran, Paléorient: 32.2: 105-1
- Biglari, F. et Shidrang, S.,2006, The Lower Paleolithic Occupation of Iran, Near Eastern Archaeology 69(3–4): 160-168
- Biglari, F.,2007, The Lower and Middle Paleolithic Occupations of Iran: A Brief Review, In Iran, Fragments from Paradise, pp. 31–39, Institut national d'anthropologie et d'histoire, Mexico
- Otte, M., F. Biglari, D. Flas, S. Shidrang, N. Zwyns, M. Mashkour, R. Naderi, A. Mohaseb N. Hashemi, J. Darvish, et V. Radu, 2007, The Aurignacian in the Zagros region: new research at Yafteh Cave, Lorestan, Iran, Antiquity 81:82-96
- Biglari F, M. Javeri, M. Mashkour, Y. Yazdi, S. Shidrang, M. Tengberg, et K. Taheri and J. Darvish, 2009, Test excavations at the Middle Paleolithic sites of Qaleh Bozi, Southwest of Central Iran, A preliminary report, In: M. Otte, F. Biglari, et J. Jaubert (eds), Iran Palaeolithic. pp. 29–38, Proceedings of the XV World Congress UISPP, Lisbonne, vol. 28, BAR International Series 1968.
- Biglari, F. et V. Jahani, 2011, The Pleistocene Human Settlement in Gilan, Southwest Caspian Sea: Recent Research, Eurasian Prehistory, 8 (1–2): 3–28.
- Biglari, F. 2012, The Development of the Paleolithic Archaeology in Iran; a Review, in Eighty years of Iranian Archaeology, Edited by Yousef Hassanzadeh, pp. 7–48, Pazineh Publication, National Museum of Iran and Iranian Center for Archaeological Research, Téhéran
- Biglari, F., et S. Shidrang 2016, New Evidence of Paleolithic Occupation in the Western Zagros foothills, in The Archaeology of the Kurdistan Region of Iraq and Adjacent Regions, Edited by Konstantinos Kopanias and John MacGinnis, pp. 29–38, Archaeopress.
- Biglari, F et S. Shidrang 2019, Rescuing the Paleolithic Heritage of Hawraman, Kurdistan, Iranian Zagros, Near Eastern Archaeology 82 (4): 226-235.https://doi.org/10.1086/706536.
- Zanolli, Clément, Fereidoun Biglari, Marjan Mashkour, Kamyar Abdi, Herve Monchot, Karyne Debue, Arnaud Mazurier, Priscilla Bayle, Mona Le Luyer, Hélène Rougier, Erik Trinkaus, Roberto Macchiarelli. 2019, Neanderthal from the Central Western Zagros, Iran. Structural reassessment of the Wezmeh 1 maxillary premolar. Journal of Human Evolution, vol. 135.